# Bundeselternrat
Der Bundeselternrat (BER) ist eine bundesweit organisierte Vertretung der Eltern aller Schulformen.

## Allgemeines
Anders als die Elternvertretungen in den meisten Bundesländern (in allen außer Bayern und NRW), die durch das jeweilige Landesschulgesetz legitimiert sind, ist der BER eine Arbeitsgemeinschaft. Er unterstützt die Elternvertreter in den Ländern bei der Übernahme ihrer schulischen Mitwirkungsrechte und koordiniert die schulische Elternmitwirkung auf Bundesebene.
Der Bundeselternrat hat schulartspezifische Ausschüsse für die beruflichen Schulen (Berufsschulen, Wirtschaftsschulen und berufliche Oberschulen), Gesamt- und Gemeinschaftsschulen, Grundschulen, Gymnasien, Haupt- und Realschulen und Förderschulen gebildet.
Der Bundeselternrat unterhält eine Geschäftsstelle in Oranienburg.

## Vorsitzende
- 1952–1955: Franz Jordan (Bremen)
- 1955–1959: Syndikus Schulz (Hessen)
- 1959–1964: Paul-Heinz Gordan (Hessen)
- 1964–1969: Carl-Heinz Sprekels (Hamburg)
- 1969–1973: Giesela Freudenberg (Hessen)
- 1973–1977: Karl-Horst Tischbein (Rheinland-Pfalz)
- 1977–1981: Alois Graf von Waldburg-Zeil (Baden-Württemberg)
- 1981–1982: Dieter Walz (Niedersachsen)
- 1982–1983: Panteleimon Schljapin (Berlin)
- 1983–1993: Ilse-Maria Oppermann (Hamburg)
- 1993–1998: Peter Hennes (Rheinland-Pfalz)
- 1998–2004: Renate Hendricks (Nordrhein-Westfalen)
- 2004–2006: Wilfried W. Steinert (Brandenburg)
- 2006–2007: Anja Ziegon (Mecklenburg-Vorpommern)
- 2007–2009: Dieter Dornbusch (Rheinland-Pfalz)
- 2009–2014: Hans-Peter Vogeler (Hamburg)
- 2014–2016: Michael Töpler (Nordrhein-Westfalen)
- 2016–2020: Stephan Wassmuth (Hessen)
- 2021–2023: Christiane Gotte (Mecklenburg-Vorpommern)
- seit 2023: Dirk Heyartz (Nordrhein-Westfalen) - Amt ruhend

## Mediale Präsenz
Im Zuge der Corona-Pandemie erlangte der Bundeselternrat und dessen Vorsitzender Stephan Wassmuth mediale Aufmerksamkeit. So waren Vertreter der Organisation in Nachrichtensendungen und Talkshowformaten zu Gast.